# Yisha'ayahu Schwager
Yisha'ayahu Schwager (10. februar 1946 - 31. august 2000) var en israelsk fodboldspiller (forsvarer), der tilbragte hele sin aktive karriere, fra 1962 til 1976, hos Maccabi Haifa i den israelske liga.
Schwager spillede desuden 33 kampe for Israels landshold. Han var en del af den israelske trup til VM 1970 i Mexico, og spillede samtlige israelernes tre kampe i turneringen.